# Parotis ankaratralis
Parotis ankaratralis is een vlinder uit de familie van de grasmotten (Crambidae). De wetenschappelijke naam van deze soort is voor het eerst voorgesteld als Diaphana ankaratralis door Hubert Marion in een publicatie uit 1954.
De soort komt voor op de Comoren en Madagaskar.